# Ctenotus schevilli
Ctenotus schevilli este o specie de șopârle din genul Ctenotus, familia Scincidae, descrisă de Loveridge 1933. Conform Catalogue of Life specia Ctenotus schevilli nu are subspecii cunoscute.